# 比弗黑德縣
比弗黑德縣（英語：Beaverhead County）是美国蒙大拿州西南部的一個郡，西、南鄰爱达荷州，面積14,432平方公里，是該州面積最大的縣，亦是全國面積第47大的縣份。根据2020年美國人口普查，比弗黑德縣共有人口9,371人。比弗黑德縣的縣治為狄龍。
大部份比弗黑德縣的邊界均以大陸分水嶺組成，而所有比弗黑德縣與愛達荷州的邊界均為大陆分水岭。

## 歷史

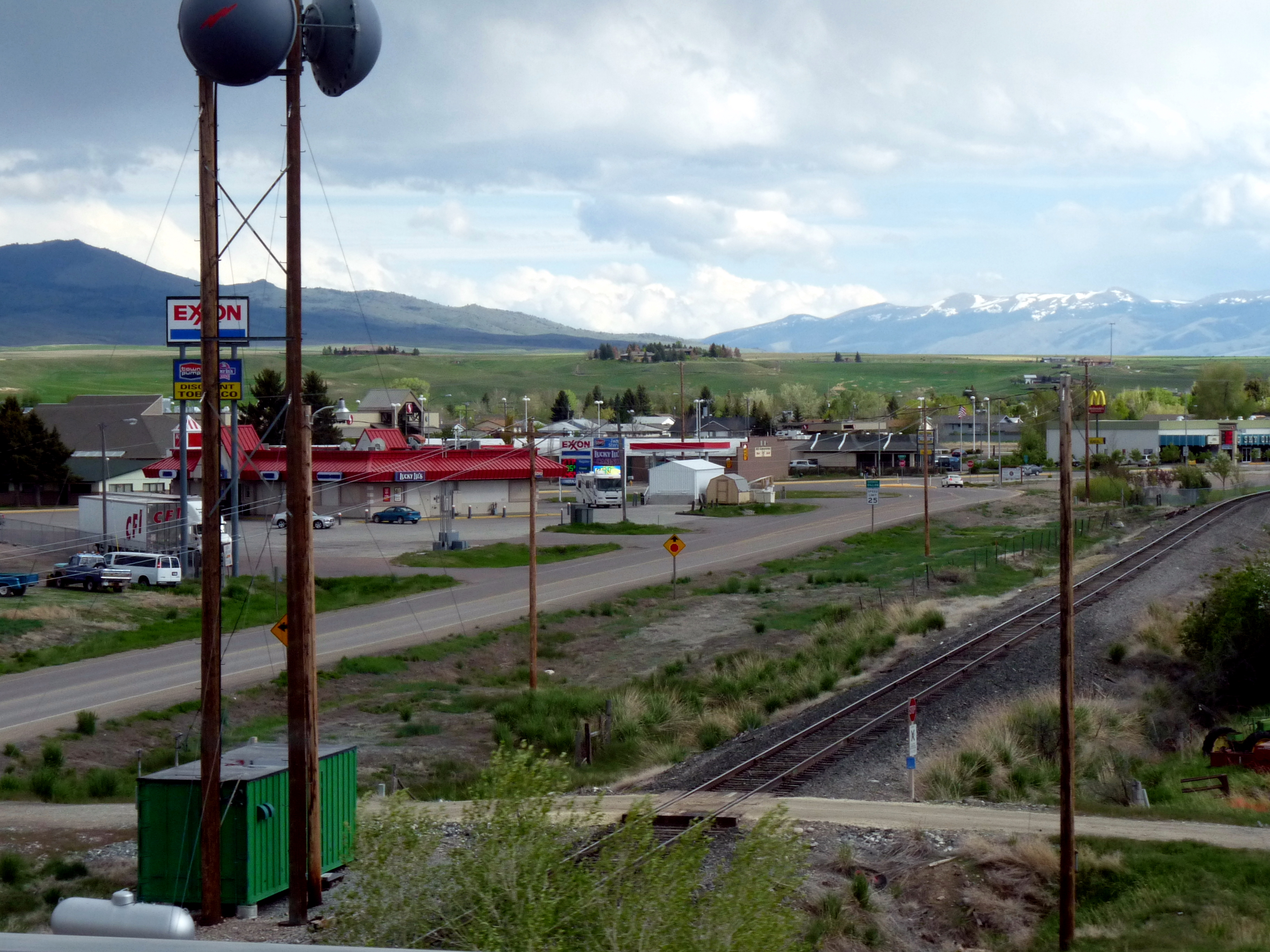
比弗黑德縣縣治狄龍

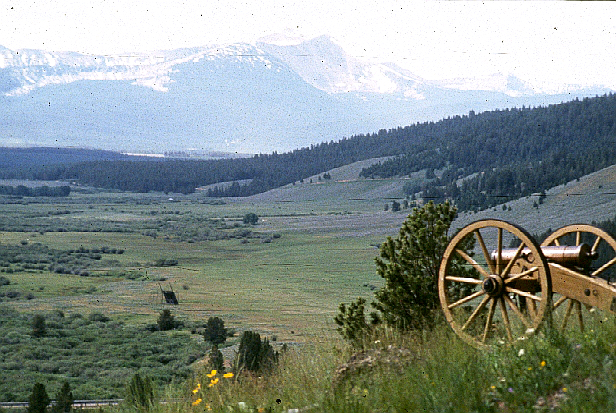
大洞天坑国家战场

比弗黑德縣成立於1865年2月2日，是該州原始的九個縣之一。縣名來自傑佛遜河上一塊岩石，而休休尼人將該岩石描述為一海貍頭部。
比弗黑德縣原本的縣治為班納克（現今的一個鬼鎮）。於1881年，政府將縣治遷至狄龍。

## 地理
根據2000年人口普查，比弗黑德縣的面積為5,572平方英里（14,430平方），其中有5,542平方英里（14,350平方），即99.47%為陸地；30平方英里（78平方），即0.53%為水域。大洞河亦流經比弗黑德縣。

### 毗邻县
- 蒙大拿州 拉瓦利郡：西北方
- 蒙大拿州 鹿棧縣：北方
- 蒙大拿州 銀弓郡：北方
- 蒙大拿州 麥迪遜縣：東方
- 爱达荷州 弗里蒙特縣：東南方
- 愛達荷州 克拉克縣：南方
- 愛達荷州 萊姆哈伊縣：西方

### 国家保护区
- 獭头-鹿栈国家森林（部份）
- 大洞天坑國家戰場（英语：Big Hole National Battlefield）
- 内兹珀斯國家歷史公園（部份）
- 紅石湖國家野生動物保護區（英语：Red Rock Lakes National Wildlife Refuge）

## 人口
| 调查年            | 人口  | 备注 | %±     |
| ----------------- | ----- | ---- | ------ |
| 1870              | 722   |      | —      |
| 1880              | 2,712 |      | 275.6% |
| 1890              | 4,655 |      | 71.6%  |
| 1900              | 5,615 |      | 20.6%  |
| 1910              | 6,446 |      | 14.8%  |
| 1920              | 7,369 |      | 14.3%  |
| 1930              | 6,654 |      | −9.7%  |
| 1940              | 6,943 |      | 4.3%   |
| 1950              | 6,671 |      | −3.9%  |
| 1960              | 7,194 |      | 7.8%   |
| 1970              | 8,187 |      | 13.8%  |
| 1980              | 8,186 |      | 0.0%   |
| 1990              | 8,424 |      | 2.9%   |
| 2000              | 9,202 |      | 9.2%   |
| 2010              | 9,246 |      | 0.5%   |
| [ 4 ] [ 5 ] [ 6 ] |       |      |        |

根據2000年人口普查，比弗黑德縣擁有9,202居民、3,684住戶和2,354家庭。。其人口密度為每平方英里2居民（每平方公里1居民）。比弗黑德縣擁有15,934間房屋单位，其密度為每平方英里1間（每平方公里0.64間）。比弗黑德縣的人口是由95.86%白人、0.18%非裔、1.46%原住民、0.18%亞裔、0.04%太平洋岛民、1.09%其他種族和1.18%混血构成。而西班牙裔或拉丁美洲裔佔了人口2.67%。在95.86%白人中，有16.7%為德裔、14.9%為英裔、10.7%為愛爾蘭裔、以及7.2%為挪威裔。在2,301居民中，有96.5%母語為英语、1.8%為芬兰语以及1.3%為西班牙语。
在3,684住户中，有30.10%擁有一個或以上的兒童（18歲以下）、54.80%為夫妻、6.20%為單親家庭、而有36.10%為非家庭。其中29.70%住户為獨居，11.00%為同居長者。平均每戶有2.36人，而平均每個家庭則有2.95人。在9,202居民中，有24.60%為18歲以下、11.90%為18至24歲、25.10%為25至44歲、24.90%為45至64歲以及13.60%為65歲以上。人口的年齡中位數為38歲，每100個女性就有105.00個男性。每100個成年女性（18歲以上）就有102.50個成年男性。
比弗黑德縣的住戶收入中位數為$28,962，而家庭收入中位數則為$38,971。男性的收入中位數為$26,162，而女性的收入中位數則為$18,115。比弗黑德縣的人均收入為$15,621。約12.80%家庭和17.10%人口在貧窮線以下。